# Rositz
Rositz é um município da Alemanha localizado no distrito de Altenburger Land, estado da Turíngia.  Rositz é sede do Verwaltungsgemeinschaft de Rositz.